# Geneviève Élisabeth Disdéri
Élisabeth Disdéri, née Geneviève-Élisabeth Francart en 1817, à Paris, et morte le 16 décembre 1878 à Paris 5e, est une photographe française.

## Biographie
Geneviève-Élisabeth Disdéri, née Geneviève-Élisabeth Francart est la fille de Nicolas Francart, un industriel parisien qui décède en avril 1832, et de Geneviève Joséphine Ternois.
En 1843, alors qu’elle possède déjà une certaine expérience en tant que photographe professionnelle, Geneviève-Élisabeth Francart épouse un photographe français, André-Adolphe-Eugène Disdéri, qui commence sa carrière comme daguerréotypiste. Ensemble, ils ont six enfants dont un seul survécu, Jules.
En 1848, la famille s'installe à Brest et  y ouvre un atelier de photographie aidée financièrement par le frère d’Élisabeth qui est adjoint à Brest. Les premiers clichés sont ainsi aux noms de « Monsieur et Madame Disdéri ».
Après la séparation du couple,  et le départ d'Eugène Disdéri pour Paris en raison de difficultés politiques et financières, en 1852, Elisabeth Geneviève Disdéri reprend la direction de l'atelier de photographie brestois. À cette époque, on se souvient d’elle pour ses 28 vues de Brest notamment architecturales, publiées sous le titre Brest et ses environs en 1856.
À cette époque, les photographes produisent principalement des portraits. Geneviève-Élisabeth Disdéri, outre le fait de posséder le statut de femme photographe à cette époque, est l’une des rares photographe à prendre des photos en extérieur. En effet, ces photographies extérieures sont très rares d’une part à cause du temps de pose trop long et d’autre part en raison des matériaux nécessaires pour produire une photo en extérieur, qui sont trop lourds à gérer.
Néanmoins, Geneviève-Élisabeth Disdéri réalise des photographies en extérieur qui concernent notamment le patrimoine architectural (comme les ruines de l'abbaye de la pointe Saint-Mathieu, le calvaire de Plougastel-Daoulas, le château ou le port militaire de Brest).
Cette photographe s’est alors fait connaître avec deux photos extérieures les plus populaires : « Ruines de l’abbaye de la Pointe St Mathieu à côté de Brest » et « Cimetière de Plougastel », datant toutes deux de 1856, mais seule la première est signée. Ces images ont ensuite été acquises par George Cromer, un collectionneur américain.
Geneviève-Élisabeth Disdéri quitte la Bretagne pour Paris vers 1872 et y ouvre un nouveau studio de photographie rue du Bac.
Elle meurt le 16 décembre 1878 et est inhumée quatre jours plus tard au cimetière parisien d'Ivry (9e division).
Elle est ainsi l’une des premières femmes photographes professionnelles au monde suivant ainsi les traces de Bertha Beckmann en Allemagne, et Brita Sofia Hesselius en Suède.

## Postérité
Plusieurs de ses photographies sont conservées au musée Eastman à Rochester (États-Unis).

Quelques photos
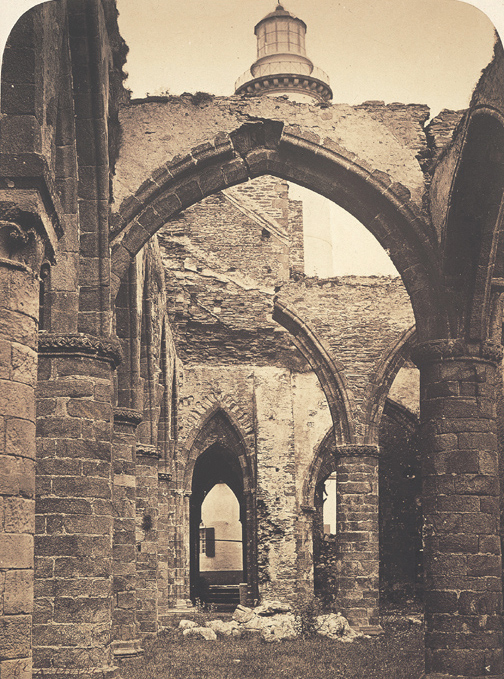
Ruines de Saint-Mathieu.
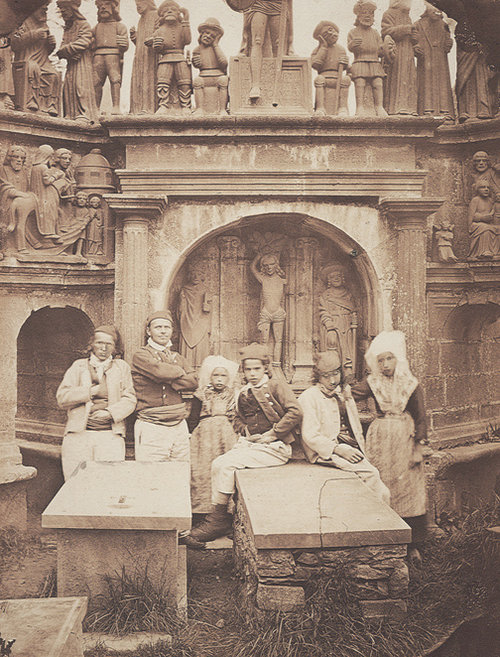
Cimetière de Plougastel.
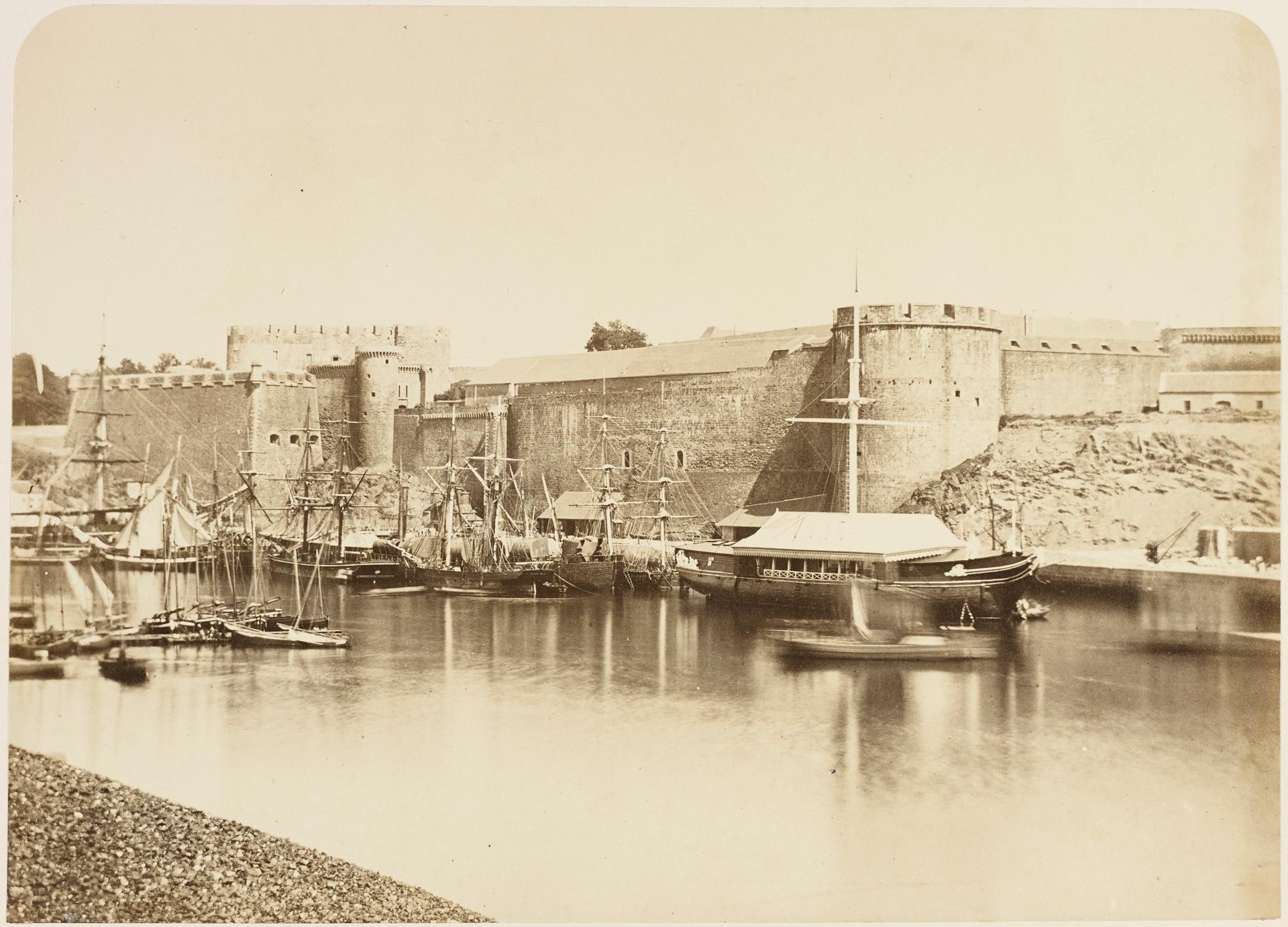
Château de Brest.
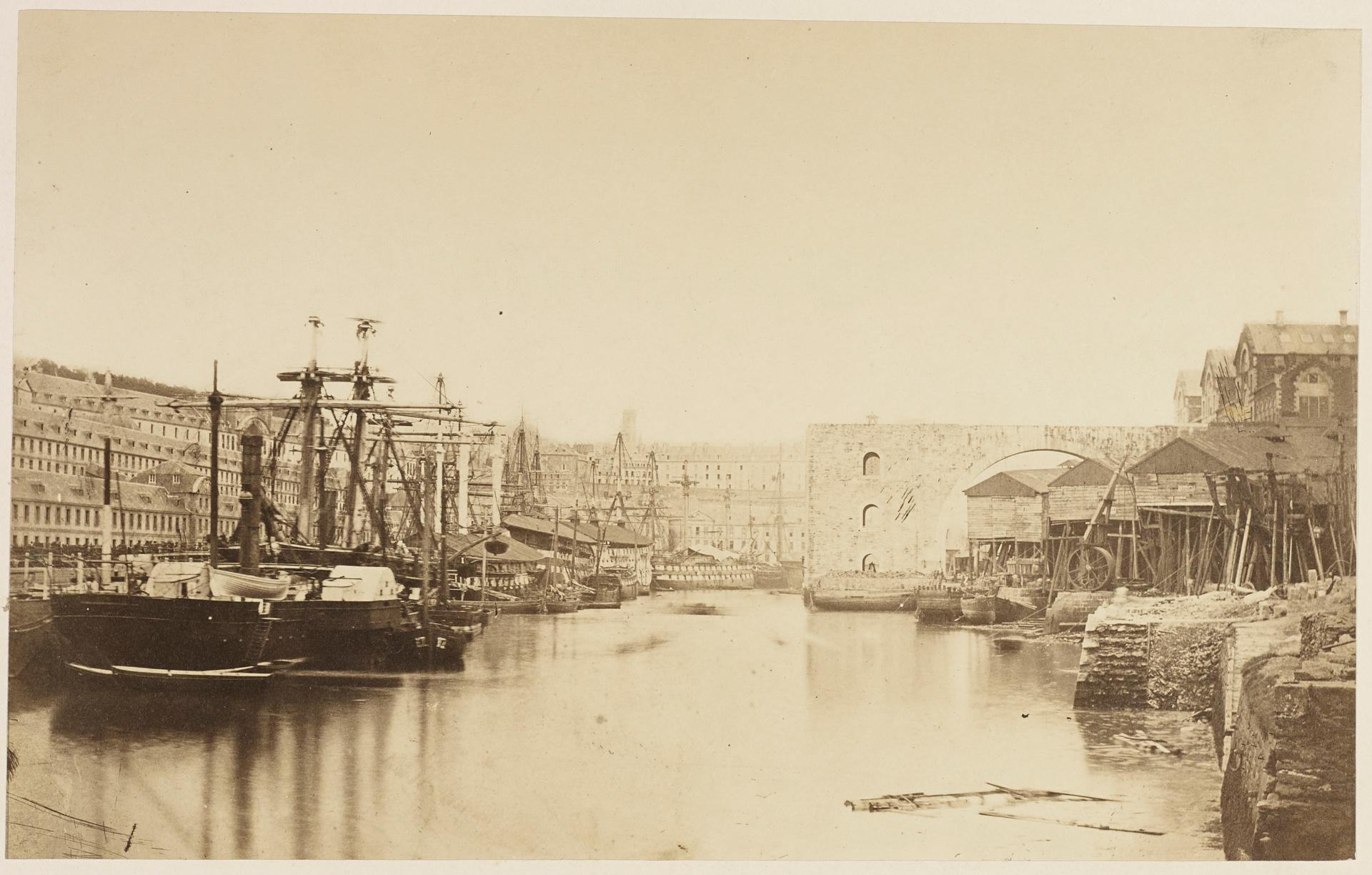
Port militaire de Brest.